# NGC 2895
NGC 2895 is een balkspiraalstelsel in het sterrenbeeld Grote Beer. Het hemelobject werd op 9 februari 1831 ontdekt door de Britse astronoom John Herschel.

## Synoniemen
- MCG 10-14-18
- ZWG 289.9
- PGC 27092